# Rotland Pecot
Rotland Pecot (Castèurainard, Provença, 1949 - 28 de novembre de 2023) era un poeta i cantautor occità, establert de jove a Montpeller, que el 1965 publicà els seus primers poemes en grafia mistralenca a l'Armana Provençau, però el 1972 formaria el grup literari Quatre Verdats amb Joan Larzac, Claudi Alranc, Joan Maria Petit i Jòrdi Blanc.

## Obres
- La sòm de la tèrra (1967)
- Avèm decidit d'aver rason (1969)
- Poemas per tutèjar (1979)
- Portulan, itinerari en orient (1978)
- Portulan II (1980)
- Fan de Chichou (1982), teatre
- L'envòl de la tartana (1986) narració
- Zou Petaçou ! (1986) teatre per a infants
- Mastrabelè (1999)
- Nòvas d'Occitània